# おもしろ漢字ミニ字典
おもしろ漢字ミニ字典（おもしろかんじみにじてん）は、NHKテレビで1984年から1989年にかけて放送された5分番組。漢字の成り立ちや意味など字義を解説する番組のため「辞典」ではなく「字典」である。
NHK教育テレビの日中に随時放送されていた他、総合テレビの毎週火曜日20:45-20:50に放送されたこともある。視聴率は最盛期には27%を記録したこともあったという。

## 概要
漢字の声符は読みを表すだけではなく意味にも関係してくるという藤堂明保により体系化された説により、漢字の中で90%以上を構成する形声文字のある声符をテーマとして毎回取り上げ、コンピュータグラフィックスを用いたアニメーションなどを交えて漢字を解説する。例えば「主は動かず」の回では、燭台の象形による「主」という文字には「じっとしている」という意味があり、そこから「あるじ」という意味が派生し、また「柱」「住」「注」「駐」などの漢字も「主」の持つ「ひとところに留まっている」という意味を引き継いでいると解説している。
毎回最後には取り上げた漢字をまとめた後、「おもしろ漢字ミニ字典、（各回のサブタイトル）これにて！（拍子木の音）」との締めで終わり、画面には「漢字のはじまり…それは名もなき奴隷や狩人の無心の線画だった　藤堂明保」や「漢字　豊かなイメージと知恵の結晶」といったテロップが表示され、通常の番組に見られるいわゆる「ENDマーク」は表示されない。

## 出演者
- 初代江戸家小猫（後の四代目江戸家猫八。ナレーター兼任）
- 江戸家まねき猫（初代小猫の妹）

## スタッフ
- グループ創結  - 中国の伝承で文字を作ったとされる蒼頡と「創るグループ（結）」を掛けている[1]。以下のメンバーを中心としていた。
  - 長崎武昭 （1940年 - 、放送作家）
  - 柴田道弘 （1948年 - 、放送作家）
  - 山岸嵩 （1935年 - 、NHKディレクター）

## 書籍
- グループ創結（編著）、竹田晃（監修）、加藤晃（漫画）『NHK おもしろ漢字ミニ字典』（まんがミニじてんシリーズ） 童音社
- 長崎、柴田、山岸（共著）『NHKおもしろ漢字ミニ字典-楽しみながら漢字が身につく』（リヨンLブックス）  リヨン社、1988年 ISBN 978-4576880884

ビデオソフトについてはポニーキャニオンからVHSが発売されたほか、埼玉県川口市にある施設NHKアーカイブスや日本各地のNHK放送局で見ることができる。また図書館や生涯学習センターなどにも教材としてVTRが所蔵されているところもある。